# Velká cena Nizozemska silničních motocyklů 2008
Velká cena Nizozemska se uskutečnila od 26.-28. června, 2008 na okruhu TT Circuit Assen.

## MotoGP
Další díl seriálu Mistrovství světa silničních motocyklů se uskutečnil v Nizozemsku.Casey Stoner se ve Velké Británii dočkal druhého triumfu v letošní sezóně.Loni zde byla bitva mezi Stonerem a Rossim,z níž vítězně vyšel ital.Daniel Pedrosa na rozdíl od svého týmového kolegy ještě nepoužil nový motor,ale i tak chtěl něco udělat s jedenácti bodovou ztrátou na vedoucího muže šampionátu.
Po neúčasti ve Velké ceně Velké Británie se na závodní dráhu vrací Loris Capirossi.V případě že by o sobě znovu dalo vědět italovo zranění je v záloze připraven Ben Spies.

### Kvalifikace
| *                                                 | *                                                | *                                               |
| _______1_______ Casey Stoner Ducati 1:35.520      |                                                  |                                                 |
|                                                   | _______2_______ Daniel Pedrosa Honda 1:35.552    |                                                 |
|                                                   |                                                  | _______3_______ Valentino Rossi Yamaha 1:35.659 |
| _______4_______ Nicky Hayden Honda 1:35.975       |                                                  |                                                 |
|                                                   | _______5_______ Randy de Puniet Honda 1:35.985   |                                                 |
|                                                   |                                                  | _______6_______ Colin Edwards Yamaha 1:36.278   |
| _______7_______ Jorge Lorenzo Yamaha 1:36.532     |                                                  |                                                 |
|                                                   | _______8_______ Chris Vermeulen Suzuki 1:36.768  |                                                 |
|                                                   |                                                  | _______9_______ Shinya Nakano Honda 1:36.804    |
| _______10_______ Sylvain Guintoli Ducati 1:36.823 |                                                  |                                                 |
|                                                   | _______11_______ Andrea Dovizioso Honda 1:36.899 |                                                 |
|                                                   |                                                  | _______12_______ Alex de Angelis Honda 1:36.948 |
| _______13_______ James Toseland Yamaha 1:36.978   |                                                  |                                                 |
|                                                   | _______14_______ Toni Elias Ducati 1:37.287      |                                                 |
|                                                   |                                                  | _______15_______ Anthony West Kawasaki 1:37.793 |
| _______16_______ Marco Melandri Ducati 1:38.726   |                                                  |                                                 |
| ------------------------------------------------- | ------------------------------------------------ | ----------------------------------------------- |

### Závod
| Pozice | #  | Jezdec           | Stroj    | Kola | Čas       | Rošt | Body |
| ------ | -- | ---------------- | -------- | ---- | --------- | ---- | ---- |
| 1      | 1  | Casey Stoner     | Ducati   | 26   | 42:13.337 | 1    | 25   |
| 2      | 2  | Daniel Pedrosa   | Honda    | 26   | +11.310   | 2    | 20   |
| 3      | 5  | Colin Edwards    | Yamaha   | 26   | +17.125   | 6    | 16   |
| 4      | 69 | Nicky Hayden     | Honda    | 26   | +20.477   | 4    | 13   |
| 5      | 4  | Andrea Dovizioso | Honda    | 26   | +27.346   | 11   | 11   |
| 6      | 48 | Jorge Lorenzo    | Yamaha   | 26   | +28.608   | 7    | 10   |
| 7      | 7  | Chris Vermeulen  | Suzuki   | 26   | +32.330   | 8    | 9    |
| 8      | 56 | Shinya Nakano    | Honda    | 26   | +34.892   | 9    | 8    |
| 9      | 52 | James Toseland   | Yamaha   | 26   | +38.566   | 13   | 7    |
| 10     | 50 | Sylvain Guintoli | Ducati   | 26   | +38.817   | 10   | 6    |
| 11     | 46 | Valentino Rossi  | Yamaha   | 26   | +46.025   | 3    | 5    |
| 12     | 24 | Toni Elias       | Ducati   | 26   | +48.213   | 14   | 4    |
| 13     | 33 | Marco Melandri   | Ducati   | 26   | +59.594   | 16   | 3    |
| Ret    | 13 | Anthony West     | Kawasaki | 7    | Nehoda    | 15   |      |
| Ret    | 14 | Randy de Puniet  | Honda    | 0    | Nehoda    | 5    |      |
| Ret    | 15 | Alex de Angelis  | Honda    | 0    | Nehoda    | 12   |      |

### Průběžná klasifikace jezdců a týmů
| Pos | #  | Jezdec           | Stroj  | Body |
| --- | -- | ---------------- | ------ | ---- |
| 1   | 2  | Daniel Pedrosa   | Honda  | 171  |
| 2   | 46 | Valentino Rossi  | Yamaha | 167  |
| 3   | 1  | Casey Stoner     | Ducati | 142  |
| 4   | 48 | Jorge Lorenzo    | Yamaha | 114  |
| 5   | 5  | Colin Edwards    | Yamaha | 98   |
| 6   | 4  | Andrea Dovizioso | Honda  | 79   |
| 7   | 69 | Nicky Hayden     | Honda  | 70   |
| 8   | 52 | James Toseland   | Yamaha | 60   |
| 9   | 7  | Chris Vermeulen  | Suzuki | 57   |
| 10  | 56 | Shinya Nakano    | Honda  | 57   |

| Pos | Tým                     | Továrna  | Body |
| --- | ----------------------- | -------- | ---- |
| 1   | Fiat Yamaha Team        | Yamaha   | 281  |
| 2   | Repsol Honda Team       | Honda    | 243  |
| 3   | Ducati Marlboro Team    | Ducati   | 174  |
| 4   | Tech 3 Yamaha           | Yamaha   | 158  |
| 5   | Rizla Suzuki MotoGP     | Suzuki   | 110  |
| 6   | San Carlo Honda Gresini | Honda    | 82   |
| 7   | JiR Team Scot MotoGP    | Honda    | 74   |
| 8   | Alice Team              | Ducati   | 57   |
| 9   | Kawasaki Racing Team    | Kawasaki | 48   |
| 10  | LCR Honda MotoGP        | Honda    | 22   |

| Pos | Továrna  | Body |
| --- | -------- | ---- |
| 1   | Yamaha   | 190  |
| 2   | Honda    | 171  |
| 3   | Ducati   | 147  |
| 4   | Suzuki   | 80   |
| 5   | Kawasaki | 41   |

## 250cc

### Kvalifikace
| *                                                   | *                                               | *                                                | *                                                  |
| _______1_______ Alvaro Bautista Aprilia 1:39.510    |                                                 |                                                  |                                                    |
|                                                     | _______2_______ Hector Barbera Aprilia 1:39.741 |                                                  |                                                    |
|                                                     |                                                 | _______3_______ Marco Simoncelli Gilera 1:39.854 |                                                    |
|                                                     |                                                 |                                                  | _______4_______ Alex Debon Aprilia 1:40.059        |
| _______5_______ Aleix Espargaro Aprilia 1:40.210    |                                                 |                                                  |                                                    |
|                                                     | _______6_______ Thomas Lüthi Aprilia 1:40.455   |                                                  |                                                    |
|                                                     |                                                 | _______7_______ Julian Simon KTM 1:40.686        |                                                    |
|                                                     |                                                 |                                                  | _______8_______ Lukáš Pešek Aprilia 1:40.742       |
| _______9_______ Roberto Locatelli Gilera 1:40.759   |                                                 |                                                  |                                                    |
|                                                     | _______10_______ Yuki Takahashi Honda 1:40.796  |                                                  |                                                    |
|                                                     |                                                 | _______11_______ Mika Kallio KTM 1:40.849        |                                                    |
|                                                     |                                                 |                                                  | _______12_______ Fabrizio Lai Gilera 1:40.862      |
| _______13_______ Hiroshi Aoyama KTM 1:40.914        |                                                 |                                                  |                                                    |
|                                                     | _______14_______ Mattia Pasini Aprilia 1:40.936 |                                                  |                                                    |
|                                                     |                                                 | _______15_______ Hector Faubel Aprilia 1:40.972  |                                                    |
|                                                     |                                                 |                                                  | _______16_______ Manuel Poggiali Gilera 1:41.180   |
| _______17_______ Ratthapark Wilairot Honda 1:41.543 |                                                 |                                                  |                                                    |
|                                                     | _______18_______ Karel Abraham Aprilia 1:41.680 |                                                  |                                                    |
|                                                     |                                                 | _______19_______ Alex Baldolini Aprilia 1:42.121 |                                                    |
|                                                     |                                                 |                                                  | _______20_______ Eugene Laverty Aprilia 1:42.943   |
| _______21_______ Imre Toth Aprilia 1:43.108         |                                                 |                                                  |                                                    |
|                                                     | _______22_______ Frederik Watz Aprilia 1:44.481 |                                                  |                                                    |
|                                                     |                                                 | _______23_______ Russel Gomez Aprilia 1:44.639   |                                                    |
|                                                     |                                                 |                                                  | _______24_______ Doni Tata Pradita Yamaha 1:45.400 |
| --------------------------------------------------- | ----------------------------------------------- | ------------------------------------------------ | -------------------------------------------------- |

### Závod
| Pozice | #  | Jezdec              | Stroj   | Kola | Čas       | Rošt | Body |
| ------ | -- | ------------------- | ------- | ---- | --------- | ---- | ---- |
| 1      | 19 | Alvaro Bautista     | Aprilia | 24   | 40:54.017 | 1    | 25   |
| 2      | 12 | Thomas Lüthi        | Aprilia | 24   | +4.597    | 6    | 20   |
| 3      | 58 | Marco Simoncelli    | Gilera  | 24   | +6.003    | 3    | 16   |
| 4      | 6  | Alex Debon          | Aprilia | 24   | +9.034    | 4    | 13   |
| 5      | 21 | Hector Barbera      | Aprilia | 24   | +9.079    | 2    | 11   |
| 6      | 4  | Hiroshi Aoyama      | KTM     | 24   | +11.515   | 13   | 10   |
| 7      | 36 | Mika Kallio         | KTM     | 24   | +12.874   | 11   | 9    |
| 8      | 72 | Yuki Takahashi      | Honda   | 24   | +13.622   | 10   | 8    |
| 9      | 15 | Roberto Locatelli   | Gilera  | 24   | +21.168   | 9    | 7    |
| 10     | 60 | Julian Simon        | KTM     | 24   | +28.789   | 7    | 6    |
| 11     | 55 | Hector Faubel       | Aprilia | 24   | +37.607   | 15   | 5    |
| 12     | 14 | Ratthapark Wilairot | Honda   | 24   | +37.741   | 17   | 4    |
| 13     | 32 | Fabrizio Lai        | Gilera  | 24   | +38.729   | 12   | 3    |
| 14     | 25 | Alex Baldolini      | Aprilia | 24   | +39.165   | 19   | 2    |
| 15     | 52 | Lukáš Pešek         | Aprilia | 24   | +43.037   | 8    | 1    |
| 16     | 50 | Eugene Laverty      | Aprilia | 24   | +54.171   | 20   |      |
| 17     | 41 | Aleix Espargaro     | Aprilia | 24   | +54.334   | 5    |      |
| 18     | 64 | Frederik Watz       | Aprilia | 24   | +1:24.430 | 22   |      |
| 19     | 45 | Doni Tata Pradita   | Yamaha  | 23   | +1 kolo   | 24   |      |
| 20     | 10 | Imre Toth           | Aprilia | 23   | +1 kolo   | 21   |      |
| Ret    | 54 | Manuel Poggiali     | Gilera  | 17   | Porucha   | 16   |      |
| Ret    | 75 | Mattia Pasini       | Aprilia | 11   | Nehoda    | 14   |      |
| Ret    | 7  | Russel Gomez        | Aprilia | 0    | Nehoda    | 23   |      |
| NS     | 17 | Karel Abraham       | Aprilia |      |           | 18   |      |

### Průběžná klasifikace jezdců a týmů
| Pos | #  | Jezdec           | Stroj   | Body |
| --- | -- | ---------------- | ------- | ---- |
| 1   | 36 | Mika Kallio      | KTM     | 140  |
| 2   | 58 | Marco Simoncelli | Gilera  | 139  |
| 3   | 6  | Alex Debon       | Aprilia | 114  |
| 4   | 19 | Alvaro Bautista  | Aprilia | 102  |
| 5   | 75 | Mattia Pasini    | Aprilia | 98   |
| 6   | 21 | Hector Barbera   | Aprilia | 93   |
| 7   | 4  | Hiroshi Aoyama   | KTM     | 90   |
| 8   | 72 | Yuki Takahashi   | Honda   | 78   |
| 9   | 12 | Thomas Lüthi     | Aprilia | 77   |
| 10  | 60 | Julian Simon     | KTM     | 57   |

| Pos | Továrna | Body |
| --- | ------- | ---- |
| 1   | Aprilia | 192  |
| 2   | Gilera  | 155  |
| 3   | KTM     | 150  |
| 4   | Honda   | 85   |
| 5   | Yamaha  | 1    |

## 125cc

### Kvalifikace
| *                                                   | *                                                   | *                                                     | *                                                    |
| _______1_______ Simone Corsi Aprilia 1:45.533       |                                                     |                                                       |                                                      |
|                                                     | _______2_______ Bradley Smith Aprilia 1:45.873      |                                                       |                                                      |
|                                                     |                                                     | _______3_______ Joan Olive Derbi 1:45.896             |                                                      |
|                                                     |                                                     |                                                       | _______4_______ Mike Di Meglio Derbi 1:45.897        |
| _______5_______ Sandro Cortese Aprilia 1:45.935     |                                                     |                                                       |                                                      |
|                                                     | _______6_______ Scott Redding Aprilia 1:46.028      |                                                       |                                                      |
|                                                     |                                                     | _______7_______ Raffaele de Rosa KTM 1:46.105         |                                                      |
|                                                     |                                                     |                                                       | _______8_______ Nicolas Terol Aprilia 1:46.139       |
| _______9_______ Sergio Gadea Aprilia 1:46.318       |                                                     |                                                       |                                                      |
|                                                     | _______10_______ Stefan Bradl Aprilia 1:46.329      |                                                       |                                                      |
|                                                     |                                                     | _______11_______ Randy Krummenacher KTM 1:46.396      |                                                      |
|                                                     |                                                     |                                                       | _______12_______ Dominique Aegerter Derbi 1:46.444   |
| _______13_______ Gábor Talmácsi Aprilia 1:46.532    |                                                     |                                                       |                                                      |
|                                                     | _______14_______ Stefano Bianco Aprilia 1:46.554    |                                                       |                                                      |
|                                                     |                                                     | _______15_______ Esteve Rabat KTM 1:46.700            |                                                      |
|                                                     |                                                     |                                                       | _______16_______ Stevie Bonsey Aprilia 1:46.714      |
| _______17_______ Tomoyoshi Koyama KTM 1:46.760      |                                                     |                                                       |                                                      |
|                                                     | _______18_______ Marc Marquez KTM 1:46.863          |                                                       |                                                      |
|                                                     |                                                     | _______19_______ Lorenzo Zanetti KTM 1:46.935         |                                                      |
|                                                     |                                                     |                                                       | _______20_______ Pablo Nieto KTM 1:46.956            |
| _______21_______ Michael Ranseder Aprilia 1:47.019  |                                                     |                                                       |                                                      |
|                                                     | _______22_______ Efren Vazquez Aprilia 1:47.106     |                                                       |                                                      |
|                                                     |                                                     | _______23_______ Andrea Iannone Aprilia 1:47.243      |                                                      |
|                                                     |                                                     |                                                       | _______24_______ Pere Tutusaus Aprilia 1:47.354      |
| _______25_______ Hugo van den Berg Aprilia 1:47.458 |                                                     |                                                       |                                                      |
|                                                     | _______26_______ Takaaki Nakagami Aprilia 1:47.502  |                                                       |                                                      |
|                                                     |                                                     | _______27_______ Jules Cluzel Loncin 1:47.617         |                                                      |
|                                                     |                                                     |                                                       | _______28_______ Joey Litjens Seel 1:47.670          |
| _______29_______ Alexis Masbou Loncin 1:47.795      |                                                     |                                                       |                                                      |
|                                                     | _______30_______ Robert Muresan Aprilia 1:48.027    |                                                       |                                                      |
|                                                     |                                                     | _______31_______ Roberto Lacalendola Aprilia 1:48.037 |                                                      |
|                                                     |                                                     |                                                       | _______32_______ Michael van der Mark Honda 1:49.173 |
| _______33_______ Robin Lasser Aprilia 1:49.207      |                                                     |                                                       |                                                      |
|                                                     | _______34_______ Louis Rossi Honda 1:49.995         |                                                       |                                                      |
|                                                     |                                                     | _______35_______ Ernst Dubbink Honda 1:50.126         |                                                      |
|                                                     |                                                     |                                                       | _______36_______ Jasper Iwema Seel 1:50.574          |
| _______37_______ Robert Gull Derbi 1:50.598         |                                                     |                                                       |                                                      |
|                                                     | _______38_______ Jerry van de Bunt Aprilia 1:51.560 |                                                       |                                                      |
| --------------------------------------------------- | --------------------------------------------------- | ----------------------------------------------------- | ---------------------------------------------------- |

### Závod
| Pozice* | #  | Jezdec               | Stroj   | Kola | Čas      | Rošt* | Body |
| ------- | -- | -------------------- | ------- | ---- | -------- | ----- | ---- |
| 1       | 1  | Gábor Talmácsi       | Aprilia | 5    | 9:04.520 | 11    | 25   |
| 2       | 6  | Joan Olive           | Derbi   | 5    | +0.128   | 3     | 20   |
| 3       | 24 | Simone Corsi         | Aprilia | 5    | +0.255   | 9     | 16   |
| 4       | 11 | Sandro Cortese       | Aprilia | 5    | +0.340   | 5     | 13   |
| 5       | 38 | Bradley Smith        | Aprilia | 5    | +0.425   | 1     | 11   |
| 6       | 12 | Esteve Rabat         | KTM     | 5    | +0.568   | 10    | 10   |
| 7       | 63 | Mike Di Meglio       | Derbi   | 5    | +0.846   | 12    | 9    |
| 8       | 29 | Andrea Iannone       | Aprilia | 5    | +0.928   | 8     | 8    |
| 9       | 18 | Nicolas Terol        | Aprilia | 5    | +1.438   | 2     | 7    |
| 10      | 35 | Raffaele de Rosa     | KTM     | 5    | +2.554   | 29    | 6    |
| 11      | 27 | Stefano Bianco       | Aprilia | 5    | +2.829   | 14    | 5    |
| 12      | 17 | Stefan Bradl         | Aprilia | 5    | +3.021   | 7     | 4    |
| 13      | 71 | Tomoyoshi Koyama     | KTM     | 5    | +3.201   | 13    | 3    |
| 14      | 60 | Michael Ranseder     | Aprilia | 5    | +3.600   | 21    | 2    |
| 15      | 56 | Hugo van den Berg    | Aprilia | 5    | +4.547   | 18    | 1    |
| 16      | 77 | Dominique Aegerter   | Derbi   | 5    | +4.592   | 19    |      |
| 17      | 51 | Stevie Bonsey        | Aprilia | 5    | +4.819   | 16    |      |
| 18      | 16 | Jules Cluzel         | Loncin  | 5    | +10.548  | 31    |      |
| 19      | 34 | Randy Krummenacher   | KTM     | 5    | +10.643  | 36    |      |
| 20      | 22 | Pablo Nieto          | KTM     | 5    | +10.849  | 30    |      |
| 21      | 30 | Pere Tutusaus        | Aprilia | 5    | +11.094  | 24    |      |
| 22      | 21 | Robin Lasser         | Aprilia | 5    | +11.854  | 23    |      |
| 23      | 5  | Alexis Masbou        | Loncin  | 5    | +13.716  | 22    |      |
| 24      | 69 | Louis Rossi          | Honda   | 5    | +13.828  | 25    |      |
| 25      | 95 | Robert Muresan       | Aprilia | 5    | +16.155  | 28    |      |
| 26      | 82 | Michael van der Mark | Honda   | 5    | +18.201  | 26    |      |
| 27      | 84 | Robert Gull          | Derbi   | 5    | +25.692  | 33    |      |
| 28      | 81 | Jasper Iwema         | Seel    | 5    | +29.208  | 32    |      |
| 29      | 89 | Ernst Dubbink        | Honda   | 5    | +29.949  | 35    |      |
| 30      | 83 | Jerry van de Bunt    | Aprilia | 5    | +36.419  | 35    |      |
| Ret     | 73 | Takaaki Nakagami     | Aprilia | 3    | Kolize   | 17    |      |
| Ret     | 8  | Lorenzo Zanetti      | KTM     | 3    | Kolize   | 30    |      |
| NS      | 19 | Roberto Lacalendola  | Aprilia |      |          |       |      |
| NS      | 33 | Sergio Gadea         | Aprilia |      |          |       |      |
| NS      | 45 | Scott Redding        | Aprilia |      |          |       |      |
| NS      | 7  | Efren Vazquez        | Aprilia |      |          |       |      |
| NS      | 80 | Joey Litjens         | Seel    |      |          |       |      |
| NS      | 93 | Marc Marquez         | KTM     |      |          |       |      |

- NS: jezdci kteří neodstartovali do druhé části závodu.
- Rošt: je uvedeno pořadí,do kterého jezdci startovali do druhé části

### Průběžná klasifikace jezdců a týmů
| Pos | #  | Jezdec         | Stroj   | Body |
| --- | -- | -------------- | ------- | ---- |
| 1   | 63 | Mike Di Meglio | Derbi   | 141  |
| 2   | 24 | Simone Corsi   | Aprilia | 125  |
| 3   | 6  | Joan Olive     | Derbi   | 94   |
| 4   | 1  | Gábor Talmácsi | Aprilia | 93   |
| 5   | 18 | Nicolas Terol  | Aprilia | 82   |
| 6   | 17 | Stefan Bradl   | Aprilia | 81   |
| 7   | 44 | Pol Espargaro  | Derbi   | 75   |
| 8   | 38 | Bradley Smith  | Aprilia | 66   |
| 9   | 33 | Sergio Gadea   | Aprilia | 62   |
| 10  | 11 | Sandro Cortese | Aprilia | 58   |

| Pos | Továrna | Body |
| --- | ------- | ---- |
| 1   | Aprilia | 211  |
| 2   | Derbi   | 174  |
| 3   | KTM     | 62   |
| 4   | Loncin  | 1    |

| Předchozí Velká cena: Velká cena Velké Británie 2008 | Mistrovství světa silničních motocyklů 2008 | Následující Velká cena: Velká cena Německa 2008 |
| Předchozí ročník: Velká cena Nizozemska 2007         | Velká cena Nizozemska                       | Následující ročník: Velká cena Nizozemska 2009  |